# Natalia Gaitán Laguado
Natalia Gaitán Laguado (Bogotá, 3 d'abril de 1991) és una centrecampista de futbol internacional per Colòmbia, amb la qual ha jugat els Mundials 2011 i 2015 i els Jocs Olímpics 2012. Ha estat capitana de la selecció colombiana, i actualment juga al Sevilla FC.
El 2015 fitxà pel València CF.

## Trajectòria
| Temporades    | Club                 | Títols | Selecció (fases finals)                             |
| ------------- | -------------------- | ------ | --------------------------------------------------- |
|               | Internacional Bogotá |        |                                                     |
| 2009 - 2012 0 | Toledo Rockets 0     |        | Mundial 2011 (1ª fase) Jocs Olímpics 2012 (1ª fase) |
|               | Gol Star             |        | Mundial 2015 (1ª fase)                              |
| 15/16 - act.  | València CF          |        |                                                     |